# La mort s'invite à Pemberley
La mort s'invite à Pemberley (Death Comes to Pemberley), dernière œuvre de P. D. James, est un roman policier historique publié en langue originale en 2011. Traduit et publié en France en 2012 chez Fayard, il a fait l'objet d'une adaptation télévisée de la BBC en 2013.
Le roman est, selon le long article que lui consacre Télérama, une « suite criminelle de l'un des romans les plus lus de Jane Austen », Orgueil et Préjugés, dont le domaine de Pemberley, dans le Derbyshire, résidence de Mr Darcy, est le lieu le plus emblématique. L'existence ordonnée du château et le bonheur d'Elizabeth Darcy, épouse et mère comblée, sont menacés par un scandale : un meurtre impliquant George Wickham, le mari de Lydia, sa jeune sœur. Les conditions dramatiques de la venue des Wickham à Pemberley suscitent le malaise, créent la suspicion et réveillent les rancunes anciennes.
Tout en reprenant fidèlement les personnages créés par Jane Austen — qu'elle admire de longue date — P. D. James crée une intrigue à suspense, évoque les problèmes sociaux de l'Angleterre georgienne et aborde le fonctionnement de sa justice. Comme dans ses autres romans, la psychologie des personnages occupe une place importante ; à cela s'ajoutent des réflexions sur la structure judiciaire britannique à l'époque et ses faiblesses, la limite floue entre culpabilité et innocence, le poids du passé sur les destinées individuelles.

## Résumé

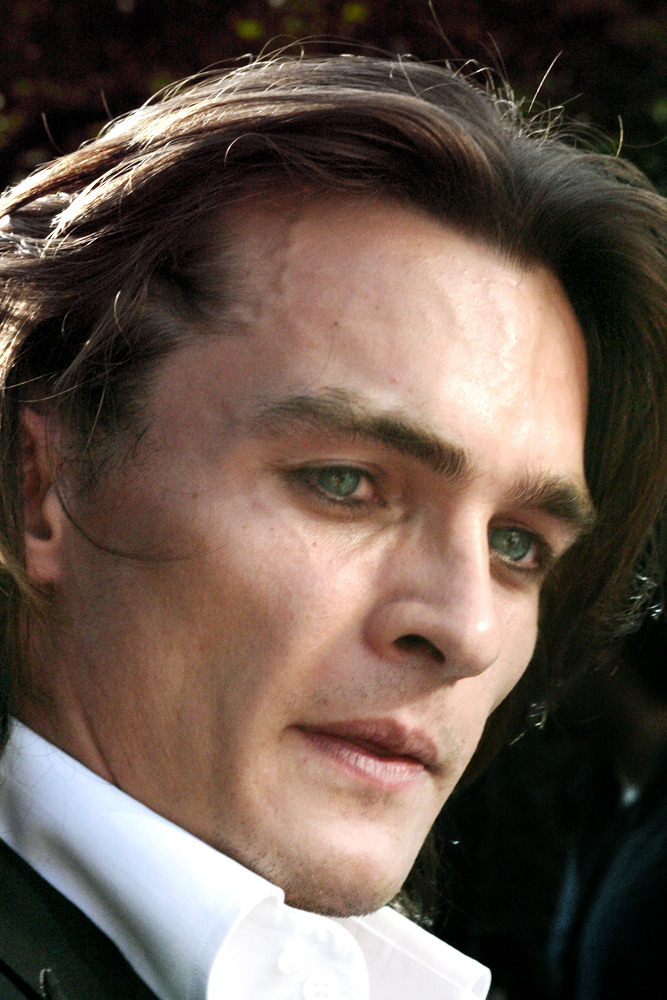
L'ombre de George Wickham (interprété en 2005 par Rupert Friend) plane sur le roman de P. D. James.

Une brève « Note de l'auteur » introduit l'ouvrage qui se compose d'un prologue d'une dizaine de lignes, de six livres et d'un épilogue :
« I owe an apology to the shade of Jane Austen for involving her beloved Elizabeth in the trauma of a murder investigation, […] No doubt she would have replied to my apology by saying that, had she wished to dwell on such odious subjects, she would have written this story herself, and done it better. »
« Je dois des excuses à l'ombre de Jane Austen pour avoir imposé à sa chère Elizabeth l'épreuve d'une enquête pour meurtre, […] Je ne doute pas qu'elle aurait répondu à mes excuses en me faisant remarquer que, si elle avait souhaité s'attarder sur des sujets aussi détestables, elle aurait écrit cette histoire elle-même, et bien mieux. »

### Prologue: Les Bennet de Longbourn (The Bennets of Longbourn)
Les premières pages situent Meryton et Netherfield et résument l’intrigue d'Orgueil et Préjugés, du point de vue du bon peuple de Meryton : il n’a rien trouvé à redire au mariage de Miss Bennet et Mr Bingley, mais celui d’Elizabeth avec Mr Darcy a beaucoup fait jaser : « pas dupe », il est certain que Miss Elizabeth, qui affirmait pourtant le détester, a habilement su mettre le grappin sur le hautain, désagréable - mais si riche - Mr Darcy.
En 1803, Jane et Elizabeth sont mariées depuis six ans et parfaitement heureuses. Mary a épousé le révérend Theodore Hopkins, insipide curé d’une paroisse près du domaine des Bingley, deux ans après ses sœurs aînées et Mr Bennet visite fréquemment Pemberley (essentiellement sa bibliothèque).

### Livre I: La veille du bal (The Day Before the Ball)
14 octobre 1803. Mrs Darcy se remémore ses six années de bonheur à Pemberley, le premier bal juste après son mariage, ses progrès intellectuels encouragés par son mari, l'heureuse naissance de deux garçons. Elle prépare le bal de Lady Anne, bal annuel à la mémoire de la mère de Darcy. Le colonel Fitzwilliam vient lui dire qu’il envisage de demander la main de sa cousine Georgiana, puis, bizarrement, évoque celui dont on ne parle jamais, George Wickham : sa tentative de séduction de la jeune fille sept ans plus tôt, secret qu'il espère bien gardé, et sa conduite héroïque en Irlande en 1798. L’idée que Georgiana devra peut-être choisir entre un futur pair du Royaume et Mr Alveston, jeune avocat beau et talentueux qu’elle apprécie, met Elizabeth mal à l’aise. Ami des Bingley, ce dernier arrive avec eux pour le bal.
Le temps est tempétueux, l’atmosphère du repas, à 18h 30, lourde. À l'office, le vieux Bidwell, dont la famille occupe la maisonnette construite dans le bois pour le sombre et asocial arrière grand-père de Mr Darcy, astique l'argenterie, songeur : son fils est mourant, le comportement de sa cadette, Louisa, lui crée des soucis, Georgie, le bébé qu'elle a ramené de chez sa sœur, indispose le malade ; on croit le bois hanté par le fantôme de Mrs Reilly, qui s’est pendue du temps de Mr Darcy père, après la condamnation à mort de son fils pour braconnage.
Dans la soirée, Georgiana joue du piano, puis chante en duo avec Alveston. Elizabeth est préoccupée. Le colonel sort à cheval bien que le vent redouble. Jane et Georgiana vont se coucher, Elizabeth s’apprête à en faire autant, lorsqu’un cabriolet arrive au grand galop dans la nuit. Lydia en sort, hystérique, hurlant que Wickham est mort.

### Livre II: Un corps dans le bois (The Body in the Woodland)
Le cocher raconte : la disparition de Denny et Wickham dans le bois, les coups de feu… Darcy s’apprête à organiser les recherches avec Alveston, mais le colonel, de retour, prend toutes les décisions. Pendant le trajet, Darcy se remémore son ancêtre dont le chien est enterré là, sous une dalle de granite, puis ses démêlés avec Wickham. Le colonel propose d’aller rassurer les Bidwell dans le cottage du bois, puis on découvre Wickham, penché sur le corps ensanglanté de Denny, s’accusant de l’avoir tué.
Le cadavre est ramené et déposé dans l’armurerie, Wickham, ivre et hystérique, a été enfermé dans une chambre. Il est presque minuit, mais Darcy avertit sa femme qu’il doit immédiatement aller prévenir le magistrat le plus proche, Sir Selwyn Hardcastle. Il part dans la nuit et la pluie, se remémorant le différend entre leurs deux familles, causé par l’exécution de Patrick Reilly. Sir Selwyn écoute son récit et lui explique le déroulement pratique de l’enquête, avant de le raccompagner à Pemberley. Mais pour lui, c’est simple, il y a des aveux…
En ce qui concerne Elizabeth, revoir Wickham, pour la première fois depuis son mariage avec Lydia six ans plus tôt, réveille des souvenirs désagréables et des sentiments de honte et de pitié.

### Livre III: La police à Pemberley (Police at Pemberley)
15 octobre 1803, 2 heures du matin. Le médecin légiste et les policiers sont arrivés. Wickham, sous sédatif, ne peut être interrogé, mais on découvre trente livres en billets neufs dans son manteau. L’examen de la victime révèle une blessure mortelle à la nuque, causée par un coup violent. La police repartie, Darcy aspire à un peu d'intimité avec Elizabeth, mais le colonel décide qu’il doit veiller avec lui dans la bibliothèque, où Darcy le voit bruler un document. Il est troublé par le nouveau comportement de son cousin depuis son changement de statut. Elizabeth l’a prévenu du projet de mariage avec Georgiana, mais il sait que, avec ce nouveau scandale, le vicomte Hartlep n’en fera rien, et il se sent soulagé que sa sœur ne soit pas tentée d’accepter de l’épouser. Au petit matin, le colonel va voir Wickham, avant que Darcy ne le fasse.
Lydia, empêchée d’aller voir son « cher Wickham », déjeune en récriminant contre Elizabeth, coupable, à ses yeux, de lui refuser l’accès de Pemberley. Jane décide de l’emmener en repartant chez elle, pour libérer Elizabeth de ses jérémiades. Celle-ci a l’impression que le colonel empêche volontairement son mari de la rejoindre et songe à tout ce qu’il y a à faire avant le retour de Sir Selwyn : prévenir Georgiana et les domestiques, annoncer aux invités l’annulation du bal. Georgiana lui confie ses soucis : elle souffre du silence de son frère, de la certitude de l’avoir déçu ; elle a confié ses secrets à Alveston, mais tous deux savent que le moment serait mal choisi pour demander sa main. Les Darcy passent un moment paisible avec les enfants à la nursery avant le déjeuner, au cours duquel Georgiana propose son aide pour écrire les mots d’excuse et Alveston pour les porter. Le colonel veut qu’elle aille se réfugier chez Lady Catherine de Bourg, Darcy le soutient, mais Georgiana refuse fermement. Le colonel sort, furieux.
Les Darcy descendent à l’office, lui pour avertir, elle pour rassurer le personnel. Sir Selwyn revient à 9 heures. Il interroge d’abord la famille, qui apprend alors la raison de la sortie nocturne du colonel : il avait rendez-vous à l’auberge de Lambton (ce qu’a confirmé l’aubergiste) avec une dame qui le sollicitait pour son frère, un de ses anciens subordonnés. À l’office, le personnel n'a rien à dire, seule Betsy Collard raconte qu’elle a vu le fantôme de Mrs Reilly dans le bois, mais elle se fait rabrouer par Mrs Reynolds. L’arrestation de Wickham se fait discrètement, seul Darcy y assiste.

### Livre IV: L’enquête (The Inquest)
Le dimanche, les Darcy affrontent une assemblée paroissiale particulièrement nombreuse, mais le recteur leur évite la curiosité publique. Les Bingley repartent avec Lydia, Alveston reste pour aider. Darcy ne pense pas Wickham capable de tuer, mais il y a ses paroles, pour le moins ambiguës. Alveston explique la procédure et propose un bon avocat, Jeremiah Mickledore. Darcy s’inquiète que le sort de Wickham dépende d’un jury de douze hommes, sans possibilité d’appel. Il compte aller le voir en prison. Du courrier arrive, dont une lettre de soutien de Lady Catherine, ce qui réveille chez Elizabeth les souvenirs liés à son amie Charlotte, et la mort d’Anne de Bourgh, quatre ans plus tôt.
Elizabeth va chez les Bidwell au cottage avec Georgiana, Alveston les accompagne à cheval. Mrs Bidwell les accueille, l’air tendu ; elle avoue à Elizabeth que son fils est très affecté par le meurtre, mais elle refuse avec horreur d’aller s'installer au château. On admire le petit Georgie dans son berceau. Louisa, les traits tirés, la blouse tachée de lait, apparaît quand il se met à pleurer. Avant de rentrer, les trois visiteurs font un détour par la tombe du chien du vieux Darcy, devant laquelle Georgiana dit : «  Au moins il aura réussi à s’échapper. » ; ils découvrent sur des troncs des inscriptions qu’Elizabeth trouve malveillantes : F.D – Y.
Bingley est allé plusieurs fois voir son beau-frère en prison, Darcy n’y va que pour éviter les ragots. Maintenant, Wickham se montre aimable, optimiste même. En rentrant à Pemberley, Darcy découvre dans sa bibliothèque Mr Bennet, venu apporter son soutien. Elizabeth est ravie.
Le tribunal siège dans une salle de l’auberge de Lambton qui a servi de salle de bal dans des temps moins troublés. Le Dr Clitheroe donne à Darcy les derniers détails de l’enquête : Wickham s’est montré peu coopératif, refusant d’expliquer la présence des 30 livres ; Sir Selwyn croit que ses hommes ont découvert l’arme du crime ; le coroner pense que l’affaire ira aux assises. Wickham arrive, très à l’aise. Le jury, composé des notables locaux, auditionne les témoins et conclut à la culpabilité. L’affaire est donc renvoyée aux assises de Derby.

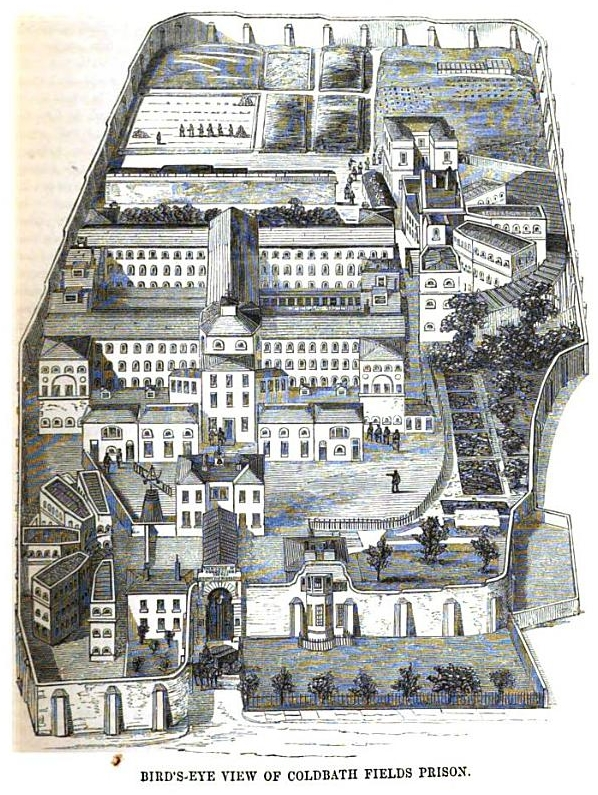
Coldbath Field (en 1864, après son extension).

L’hiver 1803-1804 débute bien sombrement pour Darcy et Elizabeth, éclairé seulement par la présence de Mr Bennet pendant trois semaines puis rempli par leurs activités charitables : à cause du conflit avec la France la misère est grande. À Noël, Elizabeth et Mrs Reynolds organisent la fête pour les enfants du domaine comme à l'accoutumée. Louisa semble aller mieux maintenant que l’enfant est retourné chez sa sœur à Birmingham. Wickham est transféré fin décembre à la prison de Coldbath Fields, une prison de Londres, où le procès se tiendra finalement au printemps. Toujours confiant, il reçoit la visite régulière d’un aumônier de prison, le révérend Cornbinder. Les Gardiner proposent aux Darcy de les héberger pendant le procès.

### Livre V: Le procès (The Trial)

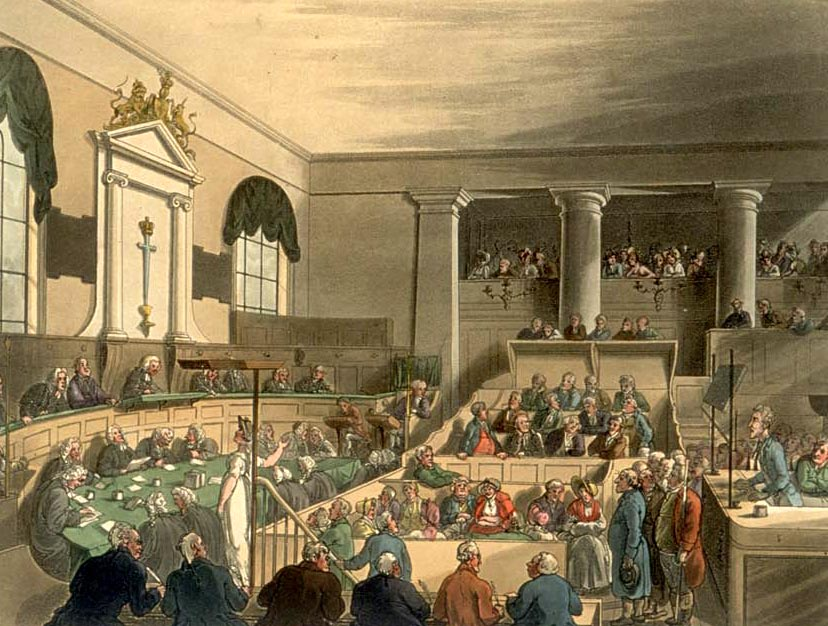
The Old Bailey en 1808 (gravure de William Henry Pyne)

Les Hurst et Miss Bingley s'étant bien gardés de se manifester, la proposition des Gardiner est la bienvenue. Darcy est mal à l’aise, se rappelant que c’est lui qui a introduit Wickham dans sa famille. Il ne regrette pas son mariage, mais le prix qu’il l’a payé.
Lorsqu’il arrive à Old Bailey, le 22 mars 1804, à 11 heures, il lui semble que tout Londres est là. Alveston le conduit aux places réservées aux témoins. Il trouve Wickham pâle et amaigri, et découvre Mrs Younge dans l’assistance. Elle regarde Wickham avec intensité quand est lu le préambule.
Débute l’audition du couple Piggott ; l’aubergiste est longuement questionné, puis sa femme vient, consciente de son importance, apporter un nouveau témoignage, à charge : elle a entendu une discussion où le lieutenant Denny reprochait à Wickham son égoïsme et sa tromperie. Le cocher Pratt, longuement interrogé ensuite, fait rire le public.
Puis vient le tour de Darcy, qui a l’impression d’avoir tout gâché. Le colonel, appelé en dernier, révèle que c’est lui qui a donné les 30 livres et confirme l’interprétation que Darcy a faite des paroles de Wickham : « J’ai tué mon ami » signifie seulement « Je me sens responsable de sa mort. »
Wickham s’exprime à son tour, posément, calmement. Or Alveston ne l’a pas trouvé bon : il a plaidé « non coupable », mais il ne se sent pas innocent. Le juge Moberley résume les témoignages avant d'inviter le jury à délibérer.
Les jurés reviennent au bout de dix minutes et déclarent Wickham coupable à l’unanimité ; celui-ci hurle son innocence. Darcy voit Mrs Younge s'éclipser. Il veut la rattraper, mais arrive trop tard : elle s’est jetée sous les roues d’un carrosse qui passait. Quand il retourne à l’intérieur, c’est le chaos : le docteur McFee, médecin de la famille Darcy, et le révérend Oliphant, curé de Lambton, viennent d’arriver, apportant des aveux signés : ceux qu’a faits William Bidwell avant de mourir. On lit le document. La foule réclame la relaxe immédiate, mais le verdict du jury n’est pas révocable : simplement, le juge ne prononcera pas la sentence et la grâce royale sera discutée.

### Livre VI:Gracechurch Street
Alveston, resté au tribunal pour les formalités du recours en grâce, vient ensuite chez les Gardiner, annonçant que Wickham devrait être libéré le surlendemain. Puis on fait le bilan. Pour lui, Wickham s’est montré trop optimiste, et trop d’éléments restent inexpliqués. Le colonel avoue plus tard, à Darcy seul, le rôle qu’il a joué dans cette affaire. Il a aidé Wickham pour éviter qu’un scandale n’éclabousse Pemberley : 30 livres n’étaient pas cher payé pour éloigner du domaine Georgie, en réalité le fils de Louisa Bidwell et de Wickham, que Mrs Younge voulait adopter. Il lui avoue aussi que, la nuit des recherches, il a dévoilé à Louisa le vrai nom de son amant.
Le révérend Cornbinder vient offrir une solution pour les Wickham : une nouvelle vie en Amérique… si Darcy peut financer leur passage.
Finalement Wickham paraît, épuisé. Il raconte sa version de l’histoire : ses rencontres avec Louisa sous le nom d’emprunt de Frederick Delancey ; la grossesse imprévue, déshonneur assuré pour le vieux Bidwell et le domaine, aussi est-elle cachée au père ; la réticence de Louisa à se séparer de son fils ; son intention de le lui enlever pour le confier à Mrs Younge, ce que Denny, révolté, a voulu aller dénoncer aux Bidwell ; Will qui a pris Denny pour le séducteur de sa sœur…
Les Darcy espéraient rentrer rapidement à Pemberley, mais il faut d’abord s’occuper des transferts de fonds, sans compter l’arrivée de Lydia, venue chercher son mari pour le ramener triomphalement à Longbourn. Dès leur retour, Mrs Reynolds vient faire son rapport à Elizabeth : l’enterrement de Will ; les confidences de Louisa, qui, sachant désormais la véritable identité du père, rejetait l’enfant ; l'adoption en cours par Mrs Harriet Martin, de Abbey Mill Farm, à Donwell dans le Surrey.

### Épilogue
Début juin 1804. Les Bingley sont attendus pour dîner, Alveston courtise ouvertement Georgiana, Elizabeth vient de recevoir de bonnes nouvelles de l’installation des Wickham en Amérique. Elle pense qu’il est temps que Darcy et Georgiana affrontent leur passé et qu'il en parle avec sa sœur. Il reconnaît avoir été manipulé par Mrs Younge et Wickham, explique les raisons de son honteux comportement envers Elizabeth à Hunsford sept ans auparavant, et elle lui murmure : « Aucun de nous n'est plus celui qu'il était autrefois. Ne songeons plus au passé que lorsqu'il nous apporte du plaisir » (« We are neither of us the people we were then. Let us look on the past only as it gives us pleasure »). Il lui propose un voyage en Italie à la fin de l'année, pour éviter l'hiver anglais, mais elle a des projets plus familiaux pour l'automne : tenir sa fille dans ses bras.

## Les personnages

### La famille et les invités
À l'exception de Henry Alveston et de l'époux de Mary Bennet, tous ces personnages sont déjà présents dans le roman de Jane Austen :
- Mr Darcy, 34 ans, et Mrs Darcy, 26 ans. Elizabeth a mûri, a approfondi sa culture grâce à la bibliothèque de Pemberley et le soutien affectueux de son mari ; elle assume avec sérieux, bonheur et compétence ses devoirs de maîtresse de Pemberley. Ils ont deux enfants : l'aîné, Fitzwilliam, a presque cinq ans ; Charles a deux ans. La réapparition de Wickham dans leur vie réveille des souvenirs désagréables.
- Miss Darcy. Georgiana est une grande jeune femme de 22 ans aux cheveux bruns. Elle a acquis de l’assurance en côtoyant Elizabeth. Elle a une forte volonté personnelle et un grand sens de l’honneur familial, mais souffre des non-dits entre son frère et elle concernant l'affaire de Ramsgate.
- Le colonel Fitzwilliam, vicomte Hartlep, 39 ans. Il est devenu vicomte l’année précédente, à la suite de la mort accidentelle de son frère aîné (qui laisse une veuve et deux filles), mais, toujours dans l'armée, préfère qu'on l'appelle colonel. Conscient de ses nouvelles responsabilités et de ses devoirs envers sa caste et sa famille, il montre maintenant beaucoup d’orgueil et de morgue, ce qui le rend moins sympathique aux yeux d'Elizabeth. Visiteur assidu depuis quelque temps, il passe beaucoup de temps avec Georgiana. Il envisage de demander sa main. Son comportement, le soir du meurtre, est assez ambigu. Il ne s'en explique qu'à la fin, et seulement à Darcy.
- Mr et Mrs Bingley. Charles et Jane habitent depuis presque cinq ans à Highmarten, un petit domaine pas trop éloigné de Pemberley. Ils ont trois enfants, deux jumelles de quatre ans, Elizabeth et Maria, et un fils de presque deux ans, Charles-Edward. Jane et Elizabeth sont restées très liées.
- Mr Bennet, le père d'Elizabeth est un visiteur régulier et discret, en général confiné dans la bibliothèque. Il est venu apporter son soutien moral à son gendre et surtout à sa fille.
- Lydia Wickham, est accueillie chez les Bingley mais n'est pas reçue à Pemberley ; elle s'est invitée au bal de Lady Anne. Elle se montre pleine de ressentiment à l'égard d'Elizabeth, ingrate, exigeante, égoïste, indiscrète voire médisante, toujours éprise de Wickham.
- George Wickham, interdit de séjour à Pemberley comme à Highmarten, il loge à l'auberge quand Lydia s'invite chez les Bingley, ou hante les bois de Pemberley. C'est là qu'il rencontre et séduit Louisa Bidwell sous le nom d'emprunt de Frederick Delancey (F-D)[2]. Sous les ordres du colonel Fitzwilliam en 1798, à l'époque de la révolte irlandaise, il a participé à la bataille d'Enniscorthy puis à l'écrasement impitoyable de la rébellion[3]. Il a été décoré. Il a quitté l'armée en 1800, puis a facilement trouvé des emplois mais ne les a jamais conservés très longtemps[4].
- Mary et Theodore Hopkins, 39 ans. Il a une paroisse près de Highmarten. Quoique invitée, Mary, qui n'aime pas danser, ne vient pas au Bal de Lady Anne.
- Henry Alveston. Ce jeune avocat « séduisant, intelligent et plein d'entrain » est une connaissance relativement récente des Bingley. En train de se faire un nom au barreau de Londres, il est résolu à restaurer la fortune familiale et le domaine ancestral (une très vieille baronnie). Son père, Lord Alveston, a quatre-vingts ans.
- Mr et Mrs Gardiner. L'oncle et la tante d'Elizabeth, toujours bien accueillis à Pemberley, préfèrent venir en été, avec leurs enfants. Ils hébergent discrètement les Darcy dans leur maison de Gracechurch Street pendant la durée du procès à Londres.

### Le personnel de Pemberley
- Mrs Reynolds, l’intendante dévouée qu'Elizabeth avait rencontrée lors de la visite de Pemberley avec les Gardiner, seul membre du personnel dont Jane Austen donne le nom dans Orgueil et Préjugés (Ⅲ, 1).
- Mr Stoughton, le majordome.
- Thomas Bidwell, l’ancien maître cocher perclus de rhumatismes, qui a dû, à son grand regret, abandonner sa charge, reste au château la veille du bal de Lady Anne, car il est chargé d'astiquer l’argenterie. On lui cache soigneusement l’ascendance réelle de Georgie, le bébé que Louisa a ramené au cottage et qu’il croit être le petit dernier de sa fille aînée, Sarah.
- Mrs Bidwell, son épouse, qui habite, dans le bois (qu’on dit hanté), le cottage qu’avait fait construire George Darcy, l’arrière grand-père de Darcy et Georgiana, le Darcy misanthrope qui avait déshonoré son nom en faisant passer son bonheur personnel avant ses responsabilités publiques, et y a passé en ermite avec son chien, Soldat, les dix dernières années de sa vie.
- Leur fils William Bidwell (Will), très malade et alité, et leur seconde fille Louisa vivent avec eux. Leur fille aînée, Sarah, a épousé Michael Simpkins, fils de l'aubergiste de Lambton. Ils vivent à Birmingham où il a ouvert un commerce. Ils ont trois filles.
- Louisa Bidwell, jolie et intelligente, est fiancée à Joseph Billings, premier valet ambitieux, qui, très pris par son service au château, la délaisse un peu trop. Après leur mariage ils doivent aller chez les Bingley, lui comme majordome, elle comme première femme de chambre. Elle a été déchargée de ses obligations au château pour soigner son frère mourant.

### Les intervenants extérieurs
Il s'agit essentiellement du personnel de justice et des témoins au procès.

#### Habitants du Derbyshire
Le personnel de justice :
- Sir Selwyn Hardcastle, qui supervise l'enquête[n 5]. Il est l'un des trois magistrats en activité sur le territoire de Pemberley et Lambton, avec Darcy et le Dr Josiah Clitheroe. Souffrant d'une crise de goutte, ce dernier se déplace en fauteuil roulant.
- Jonah Makepeace, le coroner, qui enquête avec ses hommes, l'agent chef Brownrigg et son subalterne, Mason.
- Sir Miles Culpepper, le High Constable, officier municipal chargé du maintien de l'ordre.
- Le docteur Obadiah Belcher, qui fait fonction de médecin légiste.

Les témoins :
- Nathanael Piggott, patron de l'auberge The Green Man où séjournent les Wickham et Denny avant d'aller à Pemberley.
- Martha Piggott, son épouse, qui témoigne seulement au procès de Londres.
- George Pratt, le cocher du cabriolet de l'auberge, chargé de déposer Lydia à Pemberley en passant à travers bois, puis de conduire Wickham et Denny à Lambton. Son plus grand souci est la santé de ses deux juments, Betty et Millie.

Les autres protagonistes :
- Thomas Simpkins et son épouse Mary, tenanciers de The King's Arms à Lambton. C'est dans une grande salle de cette auberge qu'a lieu le premier procès.
- Le docteur McFee, veuf d'âge moyen, qui fait ses tournées à cheval. Médecin de famille des Darcy, témoin des aveux de Will Bidwell.
- Le révérend Percival Oliphant, curé de Lambton, qui recueille la confession de Will sur son lit de mort.

#### Au procès à Londres
- Jeremiah Mickledore, grand avocat londonien dont Alveston s'est assuré qu'il défendrait Wickham.
- Simon Cartwright, l'avocat général.
- Le juge Moberley, juge à Old Bailey, préside le procès de Wickham.
- Mrs Eleanor Younge, dame de compagnie de Georgiana Darcy sept ans auparavant, chassée une fois sa complicité avec Wickham avérée ; ensuite, à Londres, tenancière d'hôtel garni. On apprend qu'elle est la demi-sœur de Wickham, « la seule femme à m'avoir jamais aimé », affirme-t-il[5]. Elle voulait adopter l'enfant, mais Louisa ne lui faisait pas confiance.

#### Autres personnages
Connus du lecteur d'Orgueil et Préjugés, ils se manifestent pour la plupart par leur courrier ou, indirectement, à travers des remarques du narrateur.
- Lieutenant [Martin] Denny, la victime. Dans le roman de Jane Austen, c'est lui qui avait incité Wickham à s'enrôler dans la milice territoriale stationnée pour l'hiver à Meryton. Wickham le considère comme son meilleur ami, son seul ami[6]. Mais, scandalisé par le cynisme de Wickham envers Louisa Bidwell, il refuse d'être son complice dans l'enlèvement du petit Georgie. Sa mort est en partie accidentelle[7].
- Lady Catherine de Bourgh manifeste son soutien par une lettre remplie de conseils et propose même de venir à Pemberley si on a besoin d'elle. La compassion d'Elizabeth au moment du décès d'Anne a adouci le dépit de l'orgueilleuse Lady, qui « éprouvait désormais plus de plaisir à se rendre à Pemberley que Darcy ou Elizabeth à l'y recevoir »[8].
- Mr Collins, dans sa lettre de condoléances, prophétise toutes sortes de désastres pour les Darcy, annonce la naissance de son quatrième enfant, et son espoir que la Providence lui fournira en temps utile un bénéfice plus lucratif, appel limpide que Darcy n'a pas l'intention d'entendre.
- Charlotte Collins avait été l'amie intime d'Elizabeth. Sa lettre de condoléances, conventionnelle, est l'occasion, pour le narrateur extradiégétique, de rappeler les évènements antérieurs, ceux que relate Jane Austen : son mariage de raison, la visite d'Elizabeth à Hunsford, son adresse à manœuvrer son mari[9].
- Mrs Hurst. Les sœurs de Bingley préfèrent Londres, mais « condescendaient à être reçues à Pemberley [car] pouvoir se vanter de leurs relations avec Mr Darcy ainsi que de la splendeur de sa demeure et de son domaine était un plaisir trop précieux pour être sacrifié aux espoirs déçus ou au ressentiment »[10]. D'habitude, lorsque les Darcy viennent à Londres pour un court séjour, Mrs Hurst est heureuse de les héberger, mais, à l'occasion du procès, elle n'a pas jugé utile de se manifester.
- Miss Bingley, toujours célibataire mais cherchant à séduire un pair veuf immensément riche, ne se risque pas à quitter Londres et juge prudent, elle aussi, lorsqu'ils y viennent, de rester à distance des Darcy[11].

## Genèse du roman

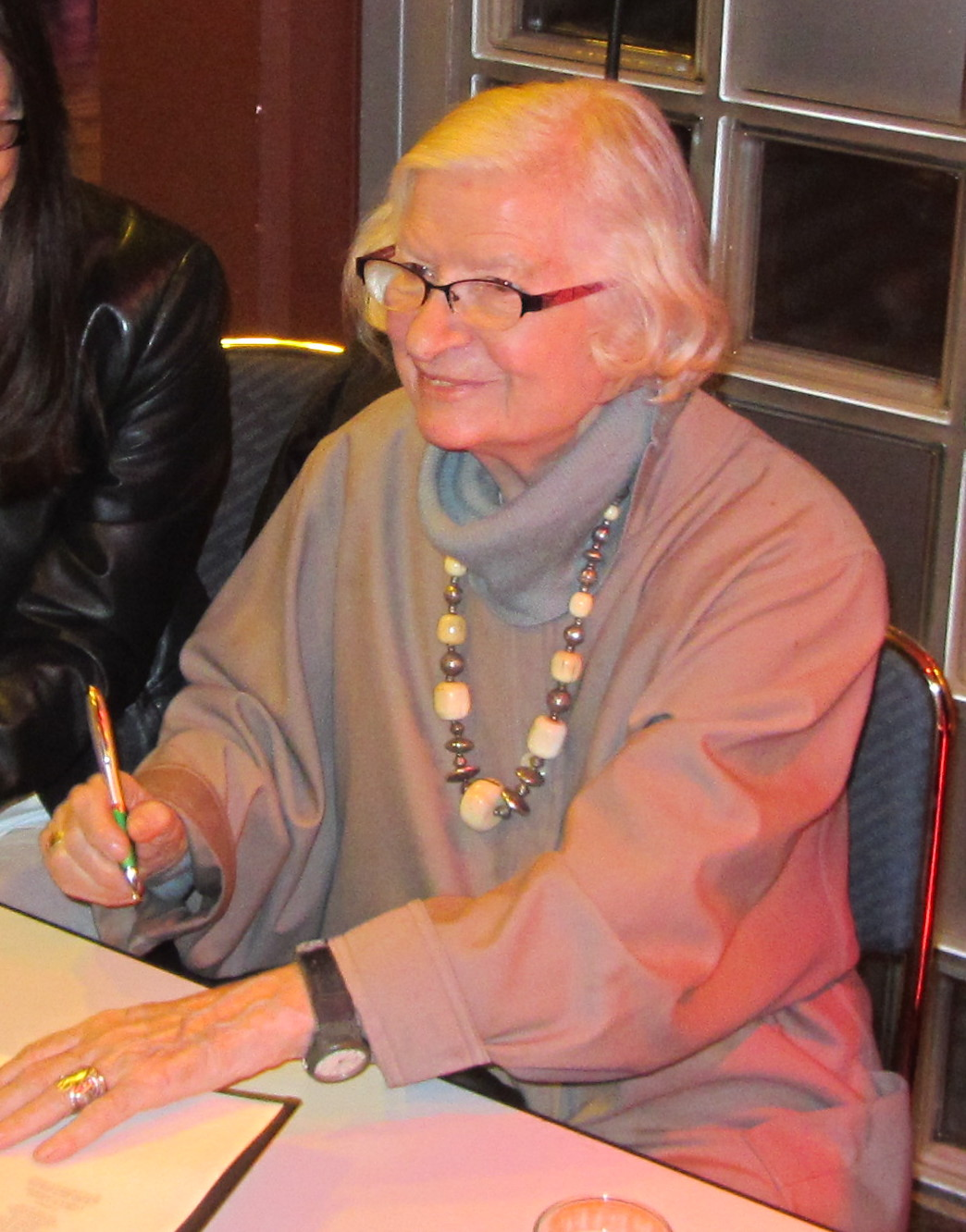
L'auteur en séance de dédicace, en mars 2013.

P. D. James elle-même a expliqué ses raisons d'écrire cette suite criminelle du roman le plus célèbre de Jane Austen dans une interview donnée au Daily  Telegraph le 4 novembre 2011 : en 2008, après la publication de The Private Patient (Une mort esthétique), le dernier roman du cycle Adam Dalgliesh, elle décida de se faire plaisir à l'approche de ses quatre-vingt-dix ans, en situant l'action de livre suivant à Pemberley, mêlant ainsi ses deux passions permanentes, l'écriture de romans policiers et son admiration pour l'œuvre de Jane Austen. Aimant créer ses propres personnages, elle n'avait encore jamais été tentée de s'emparer de personnages créés par d'autres, mais pouvait comprendre l'envie de continuer l'histoire de Darcy et Elizabeth, tant ces héros ont d'emprise sur l'imagination des lecteurs, qui voudraient en savoir plus sur eux, au point qu'il existe déjà de très nombreuses suites aux romans de Jane Austen.
Elle a choisi, pour la date du mariage d'Elizabeth et de Jane Bennet (avec Darcy et Bingley), l'année 1797, qui est l'année d'écriture de la première version d'Orgueil et Préjugés (First Impressions). Comme dans la majorité de ses romans policiers, l'action se déroule dans un lieu et un cadre précis, où l'irruption de la mort violente crée un fort contraste. Dans ce livre-ci, le meurtre mystérieux commis dans les bois de Pemberley tranche avec l'image qu'offre ce lieu, « siège d'un parfait bonheur conjugal, avec des enfants, une maisonnée en paix, une vie quotidienne dans laquelle le devoir envers la communauté, le savoir, la tradition, un style de vie ordonné et policé, incarnent tout ce qui est bon à l'époque ». Alors que Jane Austen ne fait pratiquement jamais allusion au contexte historique et social (la violence de la Révolution française, la guerre, le fossé entre riches et pauvres), dans ce roman, Elizabeth, la veille du bal, tandis que la tempête souffle dans les conduits de cheminée, a des idées morbides, songeant au monde extérieur dont elle est protégée, « un monde où les hommes sont aussi violents et aussi destructeurs que l'est le monde animal. Peut-être les plus heureux d'entre nous eux-mêmes ne pourront-ils pas toujours l'ignorer et le tenir définitivement à distance ».
P. D. James reconnait avoir pris grand plaisir « à revisiter une fois de plus le monde de Longbourn et Pemberley » et d'y trouver, « comme à chaque relecture, de nouveaux aperçus et des délices nouveaux ». L'écriture de ce roman lui a ainsi donné l'occasion de « résoudre un problème d'intrigue qu'[elle a] trouvé dans le roman original ». Mais elle avait aussi, écrit-elle, « le souci d'écrire un vrai roman policier, en mettant à la disposition du lecteur des indices pour trouver ce qui était vraiment arrivé et, je l'espère, une fin à la fois crédible et satisfaisante ».